# Yuli-Yoel Edelstein
Pour les articles homonymes, voir Edelstein.
Yuli-Yoel Edelstein, né le 5 août 1958 à Tchernivtsi (URSS, aujourd'hui Ukraine), est un homme d'État israélien, membre du parti Likoud. Originaire de l'Union soviétique, il est président de la Knesset de 2013 à 2020, puis ministre de la Santé de 2020 à 2021.

## Biographie
Yuli-Yoel Edelstein est né à Tchernivtsi, une ville ukrainienne, dans une famille juive. Il est le fils du prêtre orthodoxe russe Guéorgui Edelchtein, né d'un père juif et d'une mère polonaise catholique. Fils d'enseignants, il est élevé par ses grands-parents maternels. C'est après la mort de son grand-père que Yuli-Yoel Edelstein commence à étudier l'hébreu.
Étudiant à l'université, il sollicite un visa pour immigrer en Israël, mais les autorités soviétiques refusent sa requête. Il enseigne clandestinement l'hébreu, n'étant pas officiellement qualifié pour le faire.

### Carrière politique
Il est président de la Knesset à partir du 18 mars 2013 au cours des 19e, 20e, 21e, 22e et 23e législatures. Il démissionne le 25 mars 2020, après une injonction de la Cour suprême d'organiser l'élection de son successeur, alors qu'il a tenté sans succès d'ajourner la Knesset.
Il devient ministre de la Santé à partir de mai 2020, durant la pandémie de Covid-19. À ce titre, il rejette toute demande palestinienne de vaccination de la population des territoires occupés, en dépit des Conventions de Genève sur le droit international humanitaire.
Au cours de l’année 2023 il tente d’organiser un vote de défiance à l’égard du gouvernement Netanyahu, se proposant comme Premier ministre de remplacement. Cette manœuvre a échoué car le Likoud a refusé de le soutenir.
Il présente en octobre 2024 le texte sur l'interdiction de l'Office de secours et de travaux des Nations unies pour les réfugiés de Palestine dans le Proche-Orient (UNRWA). Il affirme qu'il existe un « lien profond » entre le Hamas et l'organisme onusien.